# Ignacio Antoñanzas
Ignacio Antoñanzas Alvear (Santander, 1964) es un ingeniero y empresario español, ex gerente general del holding chileno Enersis.
Se tituló como ingeniero de minas en la Universidad Politécnica de Madrid con especialidad en energía y combustibles (1982-1988).
Entre 1988 y 1994 prestó servicios en la Sociedad Española de Carbón Exterior, concretamente en su dirección de desarrollo y participaciones mineras.
Se incorporó a Endesa España en el año 1994, concentrando su actividad en las áreas de generación eléctrica y de estrategia empresarial.
En esta línea, se desempeñó en la dirección general de Endesa Net Factory y, hasta 2006, ocupó el cargo de subdirector general de estrategia de Endesa España, momento en que asumió la gerencia general de Enersis.
A mediados de 2009 sumó esta responsabilidad a la de director de la empresa en Latinoamérica.
A fines de 2014, en medio de una reestructuración de los activos latinoamericanos planteada por Enel, controladora de Endesa España, se definió su salida del grupo y su reemplazo por el italiano Luigi Ferraris.